# Dring Dring
Dring Dring, la semaine du vélo à Bruxelles en mai 
est un événement né en 1995 et initié par l'association à but non lucratif Pro Velo pour la Région de Bruxelles-Capitale qui a pour but de promouvoir - pendant une semaine au mois de mai - le vélo de manière ludique et éducative. Le nom vient de l'onomatopée qui imite le bruit de la sonnette de vélo.
Dring Dring donne aux Bruxellois des occasions pour se (re)mettre en selle et pour découvrir les aménagements cyclables de leur commune et de leur Région. Les associations Gracq et Fietsersbond Brussel se sont rapidement associées à cet événement annuel. La dernière édition de cet événement a été organisée en 2009. Les organisateurs ont jugé que  Dring Dring rassemblait beaucoup de cyclistes (plus que 20 000 personnes au début des années 2000) mais n'arrivait plus à convaincre les non-cyclistes à se mettre en selle. C'est pourquoi Dring Dring a été remplacé par une nouvelle campagne intitulé Bike Experience.

## La semaine du vélo
Durant toute la semaine, l'asbl Pro Velo a offert une série d'activités cyclophiles:
- petits déjeuners pour les personnes se déplaçant à vélo au boulot
- balades balisées pour les écoliers et leurs professeurs
- activités proposées aux entreprises et à son personnel
- balades communales
- formations adultes pour le grand public

## La Fête du vélo
En 1996, le concept de Dring Dring s'est élargi avec la Fête du Vélo: une journée festive très "famille" et très "conviviale" qui veut offrir à tous:
- des vélotours guidés (en version courte)
- de la vélo-école
- une piste ludique d'habileté en collaboration avec la police
- une brocante de vélos seconde-main
- des expositions de vélos neufs et accessoires
- des animations

## Bicycity
La plus grande réunion cycliste de Belgique a été organisé pour la première fois le 6 mai 2007. Depuis plusieurs villes belges, 10 000 cyclistes ont emprunté l'autoroute pour rejoindre la fête du vélo à Bruxelles. L'évènement a été organisé une deuxième fois en 2008.

## Site internet
Dring Dring